# Trans Baru
Trans Baru is een bestuurslaag in het regentschap Simeulue van de provincie Atjeh, Indonesië. Trans Baru telt 218 inwoners (volkstelling 2010).